# Pedro Galeano
Pedro Ladislao Galeano (Berisso, 9 de agosto de 1935-23 de octubre de 2011) fue un futbolista argentino de Gimnasia y Esgrima La Plata. Integrante del Lobo del 62; jugó con la camiseta Nº 2, zaguero de recia estirpe. Hincha fanático del club, renunció a innumerables propuestas para quedarse en su «casa», entre ellas, la de jugar en River Plate, Rácing y Colo Colo de Chile. Formó parte de Gimnasia de 1956 a 1965, con un total de 224 partidos. «El Gráfico» lo llamaba «El back fuerte de Gimnasia». En su carrera también pasó por el Club Independiente Santa Fe, Deportivo Italiano y también participó en la Selección de fútbol de Argentina.
- Datos: Q17364319